# Petronilla de Meath
Petronilla de Meath (* um 1300 in Irland; † 3. November 1324 in Kilkenny) war eine irische Dienstmagd, die als erste Frau in Irland als Hexe verbrannt wurde.

## Leben
Es ist nicht bekannt, wann Petronilla geboren wurde, auch ist kein Nachname überliefert. Die Bezeichnung de Meath steht für aus Meath, was nur bedeutet, dass sie aus dem County Meath stammt. Sie arbeitete für Lady Alice Kyteler als Dienstmagd, als diese nach dem Tod ihres vierten Ehemannes als Hexe angeklagt wurde. Auch Petronilla wurde der Hexerei beschuldigt, gefoltert und gezwungen zu verkünden, dass sie und Kyteler der Hexerei schuldig wären. Mit Kyteler und Petronilla wurden noch zehn weitere Personen der Hexerei beschuldigt. Unter diesen waren die Tochter von Petronilla, Sarah, manchmal auch Basilia genannt, und der Sohn von Alice Kyteler, William Outlaw. Die Beschuldigungen, die durch den Bischof Richard de Ledrede von Ossory gegen Lady Kyteler vorgebracht wurden, umfassten eine Vielzahl von Verbrechen. Zu diesen gehörten Zauberei und Dämonismus, aber auch die Ermordung mehrerer Ehemänner von Lady Alice. Dieser Beschuldigung schlossen sich auch die Stiefkinder von Lady Alice aus den ersten Ehen der verstorbenen Männer an. Es wurde angenommen, dass Lady Alice ihren Reichtum auf magische und teuflische Weise illegal erworben habe. Unter der Folter erklärte Petronilla, dass sie und ihre Geliebte eine magische Salbe auf einen Holzbalken aufgetragen hätten, der es beiden Frauen ermöglichte zu fliegen. Sie wurde dann gezwungen, öffentlich zu erklären, dass Lady Alice und ihre Anhänger der Hexerei schuldig wären. Lady Alice konnte rechtzeitig nach England fliehen, Petronillas Tochter Sarah nahm sie mit. Einige der Mitangeklagten wurden verurteilt und ausgepeitscht, aber andere, einschließlich Petronilla, wurden auf dem Scheiterhaufen lebendig verbrannt. Petronilla starb nach Folter auf dem Scheiterhaufen am 3. November 1324.

## Anklage
Gegen Lady Alice und ihre Mitangeklagten wurden durch Bischof Richard de Ledrede sieben Anklagepunkte vorgebracht:

“...that they were denying Christ and the church; that they cut up living animals and scattered the pieces at cross roads as offerings to a demain called the son of Art in return for his help; that they stole the keys of the church and held meetings there at night; that in the skull of a robber they placed the intestines and internal organs of cocks, worms, nails cut from dead bodies, hairs  from the buttocks and clothes of boys who died before being bapitzed; that, from this brew they made potions to incite people to love, hate, kill and afflict Christians; that Alice herself had a certain demon as incubus by whom she permitted herself to be known carnally and that he appeared to her either as a cat, a shaggy black dog or as a black man aethiopos, from whom she received her wealth; and that Alice had used her sorcery to murder some of her husbands and to infatuate others, with the result that they gave all of their possessions to her and her son.”

„... dass sie Christus und die Kirche verleugnet haben; dass sie lebende Tiere zerstückelten und die Stücke an Kreuzwegen zerstreuten, als Opfergaben an einen Dämon, der als Sohn der Kunst für seine Hilfe entlohnt wurde; dass sie die Schlüssel der Kirche stahlen und dort nachts Versammlungen abhielten; im Schädel eines Räubers platzierten sie den Darm und die inneren Organe von Hähnen, Würmern, Nägeln, die aus Leichen geschnitten waren, Haare aus dem Gesäß und Kleider von Jungen, die starben, bevor sie getauft wurden; dass sie aus diesem Gebräu Zaubertränke herstellten, um Menschen dazu zu bringen, Christen zu lieben, zu hassen, zu töten und zu quälen; dass Alice selbst einen gewissen Dämon als Inkubus hatte, von dem sie sich erlaubte, fleischlich bekannt zu werden, und dass er ihr entweder als eine Katze, ein struppiger schwarzer Hund oder als ein schwarzer aethiopos erschien, von dem sie ihren Reichtum erhielt; und dass Alice ihre Zauberei benutzt hatte, um einige ihrer Ehemänner zu ermorden und andere zu betören, mit dem Ergebnis, dass sie all ihren Besitz ihr und ihrem Sohn gaben.“

Die Anklagepunkte reichten von der Begehung von Zauberei und Dämonismus, mehrere Ehemänner ermordet zu haben, um ihren Reichtum durch Zauberei illegal erworben zu haben. Diese Anschuldigungen kamen vor allem von den Kindern ihrer verstorbenen Ehemänner durch ihre früheren Ehen. Während Lady Alice nach England floh, um dem Prozess zu entgehen, waren die anderen Angeklagten nicht so glücklich, besonders Petronilla. Ledrede befahl die Folter von Petronilla und den anderen weniger wohlhabenden Verbündeten, die in Kilkenny inhaftiert waren. Sie bekannten sich zu den Anklagen gegen sich.

“...Amongst other things she said that she with her said mistress often made a sentence of excommunication against her own husband with wax candles lighted and repeated expectoration, as their rules required. And though she was indeed herself an adept in this accursed art of theirs, she said she was nothing in comparison with her mistress, from whom she had learned all these things and many more; and indeed in all the realm of the King of England there was none more skilled or equal to her in this art...”

„... unter anderem sagte sie, dass sie mit ihrer besagten Herrin oft eine Exkommunikation gegen ihren eigenen Ehemann mit Wachskerzen und wiederholtem Auswurf machte, wie es ihre Regeln verlangten. Und obwohl sie selbst in dieser verfluchten Kunst eine Meisterin war, sagte sie, sie sei nichts im Vergleich zu ihrer Herrin, von der sie all diese Dinge und noch viel mehr erfahren habe und in der ganzen Welt des Königs von England gab es niemanden, der in dieser Kunst besser oder gleichwertiger wäre ...“

## Ehrungen
Petronilla de Meath wurde eines der 39 Gedecke in der Installation The Dinner Party von Judy Chicago gewidmet.